# Epitranus erythrogaster
Epitranus erythrogaster is een vliesvleugelig insect uit de familie bronswespen (Chalcididae). De wetenschappelijke naam is voor het eerst geldig gepubliceerd in 1888 door Cameron.